# Bardoňovo
Bardoňovo es un municipio del distrito de Nové Zámky en la región de Nitra, Eslovaquia, con una población estimada a final del año 2024 de 689 habitantes.
Se encuentra ubicado al sur de la región, cerca de los ríos Nitra y Hron (cuenca hidrográfica del Danubio) y de la frontera con Hungría.

## Demografía
| Año        | 1994 | 2004    | 2014     | 2024    |
| ---------- | ---- | ------- | -------- | ------- |
| Población  | 953  | 876     | 750      | 689     |
| Diferencia |      | −8,07 % | −14,38 % | −8,13 % |

| Año        | 2023 | 2024    |
| ---------- | ---- | ------- |
| Población  | 657  | 689     |
| Diferencia |      | +4,87 % |